# Michel Alexandre (scénariste)
Pour les articles homonymes, voir Michel Alexandre et Alexandre.
 (mai 2016).
Si vous disposez d'ouvrages ou d'articles de référence ou si vous connaissez des sites web de qualité traitant du thème abordé ici, merci de compléter l'article en donnant les références utiles à sa vérifiabilité et en les liant à la section « Notes et références ».
Michel Alexandre, né le 13 juin 1955, est un scénariste-dialoguiste, un réalisateur et un producteur français. 

## Biographie
Enquêteur de police à la Direction de la PJ de Paris, ayant fait une notable partie de sa carrière dans des unités spécialisées chargées de la lutte contre le banditisme (GRB) et contre le trafic de stupéfiants (les « stups »), Michel Alexandre, après avoir été "consultant technique sur les films policiers", devient scénariste et dialoguiste au début des années 1990.
Nommé à deux reprises au César du meilleur scénario pour L.627 et Le Cousin, il officie particulièrement dans le domaine du film policier. 
Pour le cinéma, il a en particulier écrit pour Bertrand Tavernier, Alain Corneau et André Téchiné. 
Pour la télévision, il est le créateur de plusieurs séries TV dont Camping Paradis avec Laurent Ournac pour TF1 et Léo Matteï, Brigade des mineurs avec Jean-Luc Reichmann pour TF1.
Michel Alexandre est également réalisateur de courts-métrages et de clips.
Il est l’auteur de deux livres : Lettres à un jeune flic (Éd. Balland) et Le langage de la police (Éd. Liber) avec des illustrations de Siné.
Il est le créateur et le directeur artistique du « Police Paris New York Film Festival », festival de films policiers français qui se déroule dans le quartier de Manhattan à New York. C'est également le responsable du jury du Festival International du film Policier de Liège en Belgique.
Il est le gérant de la société de production Flics ou voyous Productions, dont la comédienne Hélène Bizot est la productrice associée. Cette société a produit, entre autres, de 2008 à 2011, les soirées Réservoir Courts, dont Michel Alexandre est le créateur et le producteur. Se déroulant tous les mois dans au « Réservoir » à Paris, dans le 11e arrondissement, ces soirées sont destinées à mettre en valeur les jeunes talents du cinéma. 
Michel Alexandre est aussi journaliste spécialisé pour la presse écrite et radiophonique.
Michel Alexandre est Ambassadeur d'honneur de la région de Liège (Belgique).
Michel Alexandre devient également le gérant de la société "Les Abeilles Couronnées", société de productions de films de télévision et de cinéma.
De 2019 à 2021, il intègre l'équipe créative de la comédie musicale "Charlie et la Chocolaterie" jouée au théâtre du Gymnase puis au théâtre Marigny.
2022, il écrit, produit et assure la mise en scène du spectacle musical jeune public "SACHA ET LÉA", coécrit avec Charlotte Jouslin

## Filmographie
- 1992 : L.627 de Bertrand Tavernier (cinéma / Films Alain Sarde)
- 1996 : Les Voleurs d’André Téchiné (cinéma / Film Alain Sarde)
- 1996 : Commandant Nerval de Nicolas Ribowski (TV) (Épisode : À qui profite le crime ?)
- 1997 : Le Cousin d’Alain Corneau (cinéma / Film Alain Sarde)
- 1997 : Mission : Protection Rapprochée de Nicolas Ribowski (TV) (Création de la série et scénario de l’épisode 1)
- 1999 : Brigade des mineurs de Michaëla Watteaux (TV)
- 1999 : Tontaine et Tonton de Tonie Marshall (TV)
- 2001 : Loin d’André Téchiné (cinéma / UGC S.B.S.)
- 2001 : Cazas d’Yves Boisset (TV)
- 2001 : Groupe Flag d’Eric Summer (TV) (Créateur de la série et scénariste des 6 épisodes de la saison 1)
- 2003 : Fargas de Didier Le Pêcheur (TV)
- 2002 : Midi à sa Porte de Michel Alexandre (cinéma) (Court métrage)
- 2003 : Vendetta de Richard Aujard (cinéma)  (Court métrage)
- 2004 : Comme une Allumette de Clémence Jean-Jean (cinéma) (Court métrage)
- 2006 : Camping Paradis de Didier Albert (TV) (Créateur de la série et scénariste de l’épisode 1)
- 2006 : Préjudices de Frédéric Berthe (TV) (Dix épisodes de 26 minutes)
- 2007 : La Légende des trois clefs de Patrick Dewolf (TV) (3 × 100 minutes)
- 2007 : Morituri de Okacha Touita (cinéma)
- 2008 : Le Sanglot des Anges de Jacques Outmezguine (TV) (4 × 100 minutes)
- 2008 : Flics de Nicolas Cuche (TV)  (4 × 52 minutes)
- 2009 : 48 heures - Garde à Vue de Robert Kéchichian (TV)  (70 minutes)
- 2009 : 1 001 façons de mourir de Olivier Jean (Programmes Orange) (50 × 4 minutes)
- 2010 : Chut ! Ne dis rien... de Michel Alexandre (en préparation)  (cinéma / Films du cercle)
- 2011 : Collection "Le Jour où tout a basculé" - Directeur de collection Saison 1 (Episodes 1 à 60)  (La Concepteria - Julien Courbet / FRANCE 2 )
- 2011 : Collection "Le Jour où tout a basculé" - Saison 1 / Auteur de 16 épisodes (La Concepteria - Julien Courbet / FRANCE 2 )
- 2012 : Collection "Le Jour où tout a basculé" - Directeur de collection Saison 2 (Episodes B1 à B120)  (La Concepteria - Julien Courbet / FRANCE 2 )
- 2012 : Collection "Le Jour où tout a basculé" - Saison 2 / Auteur de 5 épisodes (La Concepteria - Julien Courbet / FRANCE 2 )
- 2013 : Antenne PJ de Laurent Droux (Love my TV)
- 2014 : Léo Matteï, Brigade des mineurs - Créateur de la série - (LGM TV / TF1)
- 2014 : Clair de Terre de Gérard Pélisson (cinéma / YN Productions)
- 2016 : L'Emir Abd El Kader  - En préparation -  (Adaptation pour cinéma / AARC - RDJ Diffusion et Laith Média)
- 2017 : A votre service   Série de Florian Hessique - Co-auteur du prime "spécial Marseille" / MCE

## Réalisation et Mise en scène
- 2000 : ASSIA (clip musical)
- 2001 : SERIE : GROUPE FLAG (Télévision) (Réalisateur deuxième équipe)
- 2002 : MIDI A SA PORTE (cinéma) (Court Métrage) Réalisation
- 2018 : POLICE ! (Comédie Musicale) Showcase du spectacle au théâtre du Gymnase / Livret et Lyrics Michel ALEXANDRE - Musiques originales et arrangements Philippe GOUADIN
- 2018 : LE BONHEUR AU QUOTIDIEN  de Floriann Hessique avec Dominique Frot et Florian Hessique (Théatre Daunou)  Mise en scène
- 2019 : LE BONHEUR AU QUOTIDIEN  de Florian Hessique avec Alexandre Pesle et Florian Hessique (Théatre De Dix Heures)  Mise en scène
- 2022 : SACHA ET LÉA  de Michel Alexandre et Charlotte Jouslin, avec Julie Bauer, Clara Cordeiro, Caroline Klaus, Virginie Molina, Lydia Meziane, Asia Skret et Jessy Roussel. (Théâtre du Gymnase)  Mise en scène, assisté de Romane Lachat.

## Prix et nominations
- Césars 1993 : nomination au César du meilleur scénario original ou adaptation pour L.627
- Césars 1998 : nomination au César du meilleur scénario original ou adaptation pour Le Cousin
- Festival de Venise 1992 : L.627 de Bertrand Tavernier en sélection Officielle
- Festival de Cannes 1995 : Les Voleurs d'André Téchiné en sélection Officielle
- Festival international du film policier de Liège 2014 : Prix Georges Lautner
- 2015 : Nommé Ambassadeur d'honneur de la Province de Liège

## Festival
2003 : Jury du Festival européen du court métrage de Bordeaux